# Mihail Sadoveanu
Mihail Sadoveanu (5. listopadu 1880 Pașcani - 19. října 1961 Vânători-Neamț) byl rumunský spisovatel, novinář a politický činitel, který dvakrát působil jako hlava státu (předseda státní rady) v komunistickém Rumunsku (1947–1948 a 1958). Byl jedním z nejplodnějších rumunských spisovatelů, bývá připomínán především pro své historické a dobrodružné romány. V počátcích své dráhy byl spolupracovníkem tradicionalistického časopisu Sămănătorul. Poté se přiklonil k realismu a poporanistům kolem časopisu Viața Românească. Děj jeho knih je obvykle zasazen do oblasti Moldávie a zpracovává témata z rumunských středověkých a raně novověkých dějin. K nejznámějším patří historické romány Neamul Șoimăreștilor, Frații Jderi a Zodia Cancerului. Posléze vyzkoušel i psychologický román a zvolil žánr naturalismu. Mezi světovými válkami se politicky pohyboval mezi nacionalistickou pravicí a levicí (byl i členem parlamentu, a to za různé strany), patřil rovněž k zednářům. Po druhé světové válce uzavřel kompromis s komunistickým režimem a stal jedním z nejpreferovanějších režimních spisovatelů a představitelů oficiálně vyžadovaného socialistického realismu. Mnoho z jeho textů a projevů, včetně politického románu Mitrea Cocor či známého sloganu Lumina vine de la Răsărit („Světlo přichází z východu“), je považováno spíše za propagandu. Sadoveanu se stal i předsedou Svazu rumunských spisovatelů.